# Michael Cristofer
Michael Ivan Cristofer (* 22. ledna 1945, Trenton, New Jersey, Spojené státy americké) je americký dramatik, scenárista, režisér a herec. Za hru The Shadow Box získal Pulitzerovu cenu za drama a cenu Tony.

## Divadelní hry
- Breaking Up
- Ice
- Black Angel
- The Lady and the Clarinet
- Amazing Grace
- The Whore and Mr. Moore
- Tabarja
- Pop
- Eyes Wide Open

## Scénáře
- The Shadow Box, režíroval Paul Newman (Zlatý glóbus, nominace na Emmy)
- Zamilován, s Meryl Streep a Robertem De Niro
- Čarodějky z Eastwicku, v hlavních rolích Jack Nicholson, Susan Sarandon, Michelle Pfeifferová a Cher
- Ohňostroj marnosti, režíroval Brian De Palma, v hlavních rolích Tom Hanks, Melanie Griffith a Bruce Willis
- Rozchod režie Robert Greenwald, v hlavních rolích Russell Crowe a Salma Hayek
- Casanova, v hlavní roli Heath Ledger
- Georgia O'Keeffe (2009)

## Filmografie

### Herecká filmografie
- Gunsmoke: "The Guns of Cibola Blanca: Part 2" (1974)
- Lincoln (1974) (TV)
- The Crazy World of Julius Vrooder (1974)
- Crime Club (1975) (TV)
- Knuckle (1975) (TV)
- The Rookies: "Someone Who Cares" (1975)
- Kojak: "Over the Water" (1975) TV epizoda
- The Entertainer (1976) (TV)
- The Last of Mrs. Lincoln (1976) (TV)
- The Andros Targets: "The Surrender" (1977) TV epizoda
- Nepřítel lidu (1978)
- Malá bubenice (1984)
- Smrtonosná past 3 (1995)
- Láska a jiné kratochvíle (2009)
- Rubicon (2010)
- Smash (2012-2013)
- Emoticon ;) (2012)
- Mr. Robot (2015-2019)

### Režisérská filmografie
- Gia, pro HBO Pictures, hlavní role: Angelina Jolie, Mercedes Ruehl a Faye Dunawayová. Film byl nominován na pět cen Emmy a získal Director’s Guild Award.
- Horká noc, hořké ráno, hlavní role: Sean Patrick Flanery, Jerry O'Connell, Amanda Peet, a Tara Reid
- Sedmý hřích, v hlavních rolích s Angelinou Jolie a Antoniem Banderasem
- Fade Out